# 4843 Mégantic
4843 Mégantic è un asteroide della fascia principale del diametro medio di circa 26,02 km. Scoperto nel 1990, presenta un'orbita caratterizzata da un semiasse maggiore pari a 3,0847649 UA e da un'eccentricità di 0,1270014, inclinata di 10,99446° rispetto all'eclittica.